# Le Tablier
Pour les articles homonymes, voir Tablier.
Le Tablier est une commune française située dans le département de la Vendée, en région Pays de la Loire.

## Géographie

### Localisation
Le Tablier est un bourg périurbain du Pays Yonnais en Vendée, situé à 13 km à vol d'oiseau au sud-est de La Roche-sur-Yon, 65 km au sud-ouest de Cholet, 43 km au nord-ouest de Fontenay-le-Comte, 48 km au nord de La Rochelle et 34 km au nord-est des Sables-d'Olonne et du littoral de l'océan Atlantique.
Il est traversé par le chemin de grande randonnée de pays GRP du Pays de la Loutre.
La commune se trouve dans l'aire d'attraction de La Roche-sur-Yon ainsi que dans la zone d'emploi et son bassin de vie.

### Communes limitrophes
Les communes limitrophes sont  Château-Guibert, Rives de l'Yon et Rosnay.
|                          | Saint-Florent-des-Bois |                 |
| Chaillé-sous-les-Ormeaux | Tablier                | Château-Guibert |
|                          | Rosnay                 |                 |

### Géologie et relief
Le territoire municipal du Tablier s'étend sur 925 hectares. L'altitude moyenne de la commune est de 55 mètres, avec des niveaux fluctuant entre 7 et 81 mètres,.

### Hydrographie

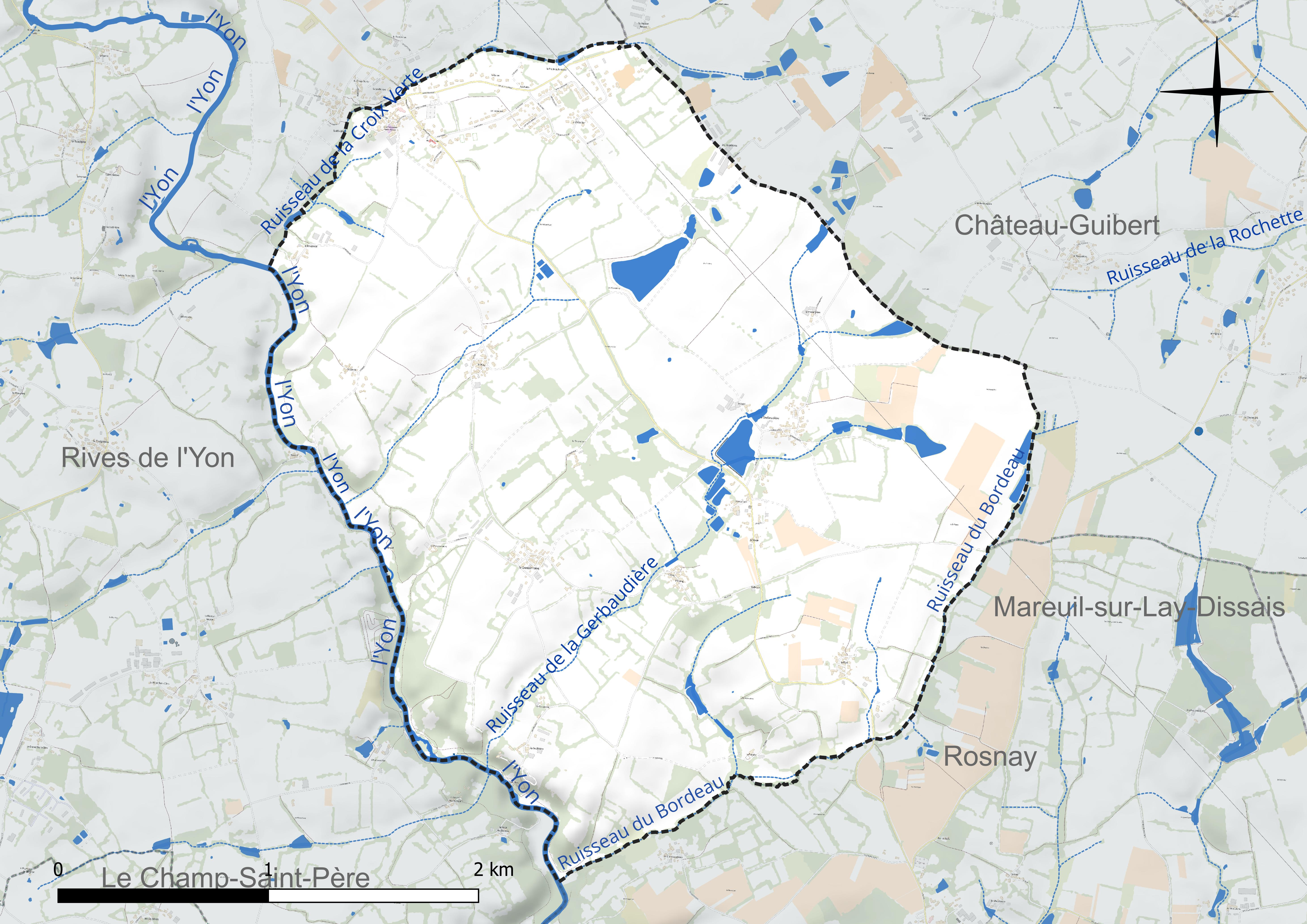
Carte hydrographique de la commune.

La commune est limitée à l'ouest par le cours de l'Yon, l'un des deux plus importants affluents du Lay, le principal fleuve côtier de Vendée.
Le territoire communal est également drainé par le ruisseau de la Croix Verte, celui de la Gerbaudière et celui du Bordeau, qui y confluent.
Plusieurs plans d'eau s'y trouvent.

### Climat
Pour des articles plus généraux, voir Climat des Pays de la Loire et Climat de la Vendée.
En 2010, le climat de la commune est de type climat océanique franc, selon une étude du CNRS s'appuyant sur une série de données couvrant la période 1971-2000. En 2020, Météo-France publie une typologie des climats de la France métropolitaine dans laquelle la commune est exposée à un climat océanique et est dans la région climatique Bretagne orientale et méridionale, Pays nantais, Vendée, caractérisée par une faible pluviométrie en été et une bonne insolation.
Pour la période 1971-2000, la température annuelle moyenne est de 12,3 °C, avec une amplitude thermique annuelle de 13,7 °C. Le cumul annuel moyen de précipitations est de 833 mm, avec 12,6 jours de précipitations en janvier et 6,3 jours en juillet. Pour la période 1991-2020, la température moyenne annuelle observée sur la station météorologique de Météo-France la plus proche, sur la commune de La Roche-sur-Yon à 12 km à vol d'oiseau, est de 12,4 °C et le cumul annuel moyen de précipitations est de 885,5 mm,. Pour l'avenir, les paramètres climatiques de la commune estimés pour 2050 selon différents scénarios d'émission de gaz à effet de serre sont consultables sur un site dédié publié par Météo-France en novembre 2022.

## Urbanisme

### Typologie
Au 1er janvier 2024, Le Tablier est catégorisée commune rurale à habitat dispersé, selon la nouvelle grille communale de densité à sept niveaux définie par l'Insee en 2022.
Elle est située hors unité urbaine. Par ailleurs la commune fait partie de l'aire d'attraction de La Roche-sur-Yon, dont elle est une commune de la couronne,. Cette aire, qui regroupe 45 communes, est catégorisée dans les aires de 50 000 à moins de 200 000 habitants,.

### Occupation des sols

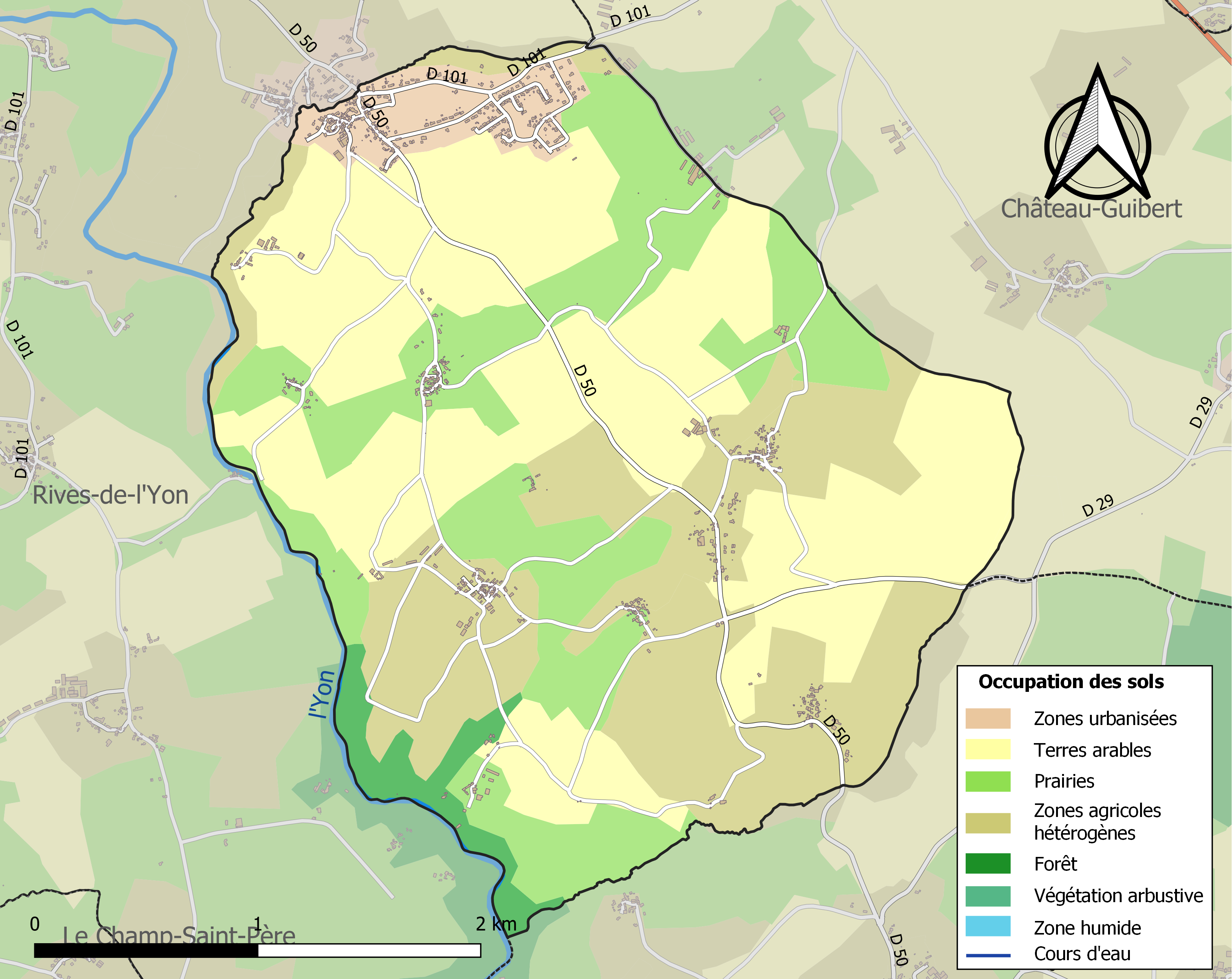
Carte des infrastructures et de l'occupation des sols de la commune en 2018 (CLC).

L'occupation des sols de la commune, telle qu'elle ressort de la base de données européenne d’occupation biophysique des sols Corine Land Cover (CLC), est marquée par l'importance des territoires agricoles (92,5 % en 2018), en diminution par rapport à 1990 (95,4 %). La répartition détaillée en 2018 est la suivante : 
terres arables (41,3 %), zones agricoles hétérogènes (28,3 %), prairies (22,8 %), zones urbanisées (4,5 %), forêts (3 %).
L'évolution de l’occupation des sols de la commune et de ses infrastructures peut être observée sur les différentes représentations cartographiques du territoire : la carte de Cassini (XVIIIe siècle), la carte d'état-major (1820-1866) et les cartes ou photos aériennes de l'IGN pour la période actuelle (1950 à aujourd'hui).

### Habitat et logement
En 2021, le nombre total de logements dans la commune était de 354, alors qu'il était de 342 en 2016 et de 311 en 2011.
Parmi ces logements, 82,6 % étaient des résidences principales, 13,1 % des résidences secondaires et 4,3 % des logements vacants. Ces logements étaient pour 99,4 % d'entre eux des maisons individuelles et pour 0,3 % des appartements.
Le tableau ci-dessous présente la typologie des logements au Le Tablier en 2021 en comparaison avec celle de la Vendée et de la France entière. Une caractéristique marquante du parc de logements est ainsi une proportion de résidences secondaires et logements occasionnels (13,1 %) inférieure à celle du département (23,6 %) mais supérieure à celle de la France entière (9,7 %).
| Typologie                                               | Le Tablier | Vendée | France entière |
| ------------------------------------------------------- | ---------- | ------ | -------------- |
| Résidences principales (en %)                           | 82,6       | 71,4   | 82,2           |
| Résidences secondaires et logements occasionnels (en %) | 13,1       | 23,6   | 9,7            |
| Logements vacants (en %)                                | 4,3        | 5      | 8,1            |

## Politique et administration

### Rattachements administratifs et électoraux

#### Rattachements administratifs
La commune se trouve depuis 1824 dans l'arrondissement de La Roche-sur-Yon du département de la Vendée.
Elle faisait partie depuis 1824 du canton de La Roche-sur-Yon. Dans le cadre du redécoupage cantonal de 2014 en France, cette circonscription administrative territoriale a disparu, et le canton n'est plus qu'une circonscription électorale.

#### Rattachements électoraux
Pour les élections départementales, la commune fait partie depuis 2014 du canton de Mareuil-sur-Lay-Dissais.
Pour l'élection des députés, elle fait partie de la deuxième circonscription de la Vendée.

### Intercommunalité
Le Tablier était membre de la communauté de communes du Pays-Yonnais, un établissement public de coopération intercommunale (EPCI) à fiscalité propre créé en 2001 et auquel la commune avait transféré un certain nombre de ses compétences, dans les conditions déterminées par le code général des collectivités territoriales.
Cette communauté de communes se transforme en communauté d'agglomération en 2010 sous le nom de La Roche-sur-Yon-Agglomération.
Le Tablier en est donc membre.

### Liste des maires
| Période   | Période                      | Identité                | Étiquette | Qualité                                                |
| --------- | ---------------------------- | ----------------------- | --------- | ------------------------------------------------------ |
|           |                              |                         |           |                                                        |
| 1878      | 1922                         | Albert-Henri Godet      |           |                                                        |
| 1922      | 1939                         | Auguste-Jean Gralepoins |           |                                                        |
| 1939      | 1945                         | Maximin Martineau       |           |                                                        |
| 1945      | mars 1965                    | Fernand Brechoteau      |           |                                                        |
| mars 1965 | mars 1971                    | Célestin Mocquillon     |           |                                                        |
| mars 1971 | mars 1989                    | André Angibaud          |           | Instituteur de 1945 à 1982 à l’école privée du Tablier |
| mars 1989 | mars 2008                    | Pierre Bourreau         |           | Agriculteur retraité                                   |
| mars 2008 | 2014                         | Gilles Plissonneau      |           | Agriculteur retraité                                   |
| 2014,     | décembre 2022                | Bernadette Barre-Idier  |           | Psychologue retraitée Démissionnaire                   |
| mars 2023 | En cours (au 6 janvier 2024) | Annabelle Pillenière    |           | Responsable RH médicales au CHD Vendée                 |

## Population et société

### Démographie

#### Évolution démographique
L'évolution du nombre d'habitants est connue à travers les recensements de la population effectués dans la commune depuis 1800. Pour les communes de moins de 10 000 habitants, une enquête de recensement portant sur toute la population est réalisée tous les cinq ans, les populations de référence des années intermédiaires étant quant à elles estimées par interpolation ou extrapolation. Pour la commune, le premier recensement exhaustif entrant dans le cadre du nouveau dispositif a été réalisé en 2008.

En 2022, la commune comptait 756 habitants, en évolution de +1,2 % par rapport à 2016 (Vendée : +5,33 %, France hors Mayotte : +2,11 %).
| 1800 | 1806 | 1821 | 1831 | 1836 | 1841 | 1846 | 1851 | 1856 |
| ---- | ---- | ---- | ---- | ---- | ---- | ---- | ---- | ---- |
| 592  | 601  | 742  | 664  | 709  | 780  | 852  | 888  | 842  |

| 1861 | 1866 | 1872 | 1876 | 1881 | 1886 | 1891 | 1896 | 1901 |
| ---- | ---- | ---- | ---- | ---- | ---- | ---- | ---- | ---- |
| 897  | 883  | 809  | 842  | 850  | 847  | 861  | 838  | 752  |

| 1906 | 1911 | 1921 | 1926 | 1931 | 1936 | 1946 | 1954 | 1962 |
| ---- | ---- | ---- | ---- | ---- | ---- | ---- | ---- | ---- |
| 799  | 782  | 614  | 603  | 558  | 539  | 506  | 492  | 454  |

| 1968 | 1975 | 1982 | 1990 | 1999 | 2006 | 2008 | 2013 | 2018 |
| ---- | ---- | ---- | ---- | ---- | ---- | ---- | ---- | ---- |
| 397  | 330  | 362  | 393  | 468  | 553  | 578  | 729  | 744  |

| 2022 | - | - | - | - | - | - | - | - |
| ---- | - | - | - | - | - | - | - | - |
| 756  | - | - | - | - | - | - | - | - |

#### Pyramide des âges
En 2018, le taux de personnes d'un âge inférieur à 30 ans s'élève à 36,4 %, soit au-dessus de la moyenne départementale (31,6 %). À l'inverse, le taux de personnes d'âge supérieur à 60 ans est de 19,1 % la même année, alors qu'il est de 31,0 % au niveau départemental.
En 2018, la commune comptait 392 hommes pour 352 femmes, soit un taux de 52,69 % d'hommes, largement supérieur au taux départemental (48,84 %).
Les pyramides des âges de la commune et du département s'établissent comme suit.
| Hommes | Classe d’âge | Femmes |
| ------ | ------------ | ------ |
| 0,5    | 90 ou +      | 0,3    |
| 2,3    | 75-89 ans    | 2,6    |
| 15,8   | 60-74 ans    | 16,8   |
| 19,6   | 45-59 ans    | 21,6   |
| 23,5   | 30-44 ans    | 24,4   |
| 12,2   | 15-29 ans    | 13,1   |
| 26,0   | 0-14 ans     | 21,3   |

| Hommes | Classe d’âge | Femmes |
| ------ | ------------ | ------ |
| 0,8    | 90 ou +      | 2,2    |
| 8,7    | 75-89 ans    | 11,1   |
| 20,3   | 60-74 ans    | 21,3   |
| 20     | 45-59 ans    | 19,4   |
| 17,5   | 30-44 ans    | 16,8   |
| 15     | 15-29 ans    | 13,2   |
| 17,7   | 0-14 ans     | 16,1   |

## Culture locale et patrimoine

### Lieux et monuments
- Église Saint-Melaine (XIXe siècle). Comme une grande partie de la commune l'édifice a été détruit par les colonnes infernales du général Huché. Elle a été reconstruite dans les années 1880[27].
- Château de la Gerbaudière (XVe siècle) : siège de la châtellenie du même nom jusqu'à la Révolution. Incendié par l'armée républicaine en 1794, il n'en restait en 1892, qu'une tour, que les propriétaires ont tenté de détruire en utilisant de la dynamite. Il demeure un vestige de la tour, qui n'a pas explosé mais basculé sur le côté[27]. Certaines archives du château qui remontent jusqu'à 1390 ont été récupérées par Antoine Tortat (maire de Bourbon-Vendée de 1815 à 1819) et sont désormais conservées aux Archives départementales de la Vendée[28].
- La vallée de l'Yon[29].

- Le site du Chaos de Piquet, sur l'Yon, où l'on voit les bâtiments d'une ancienne filature construite en 1861 et qui succédait un ancien moulin à foulon. La rivière entrainait leurs machines[30],[31].

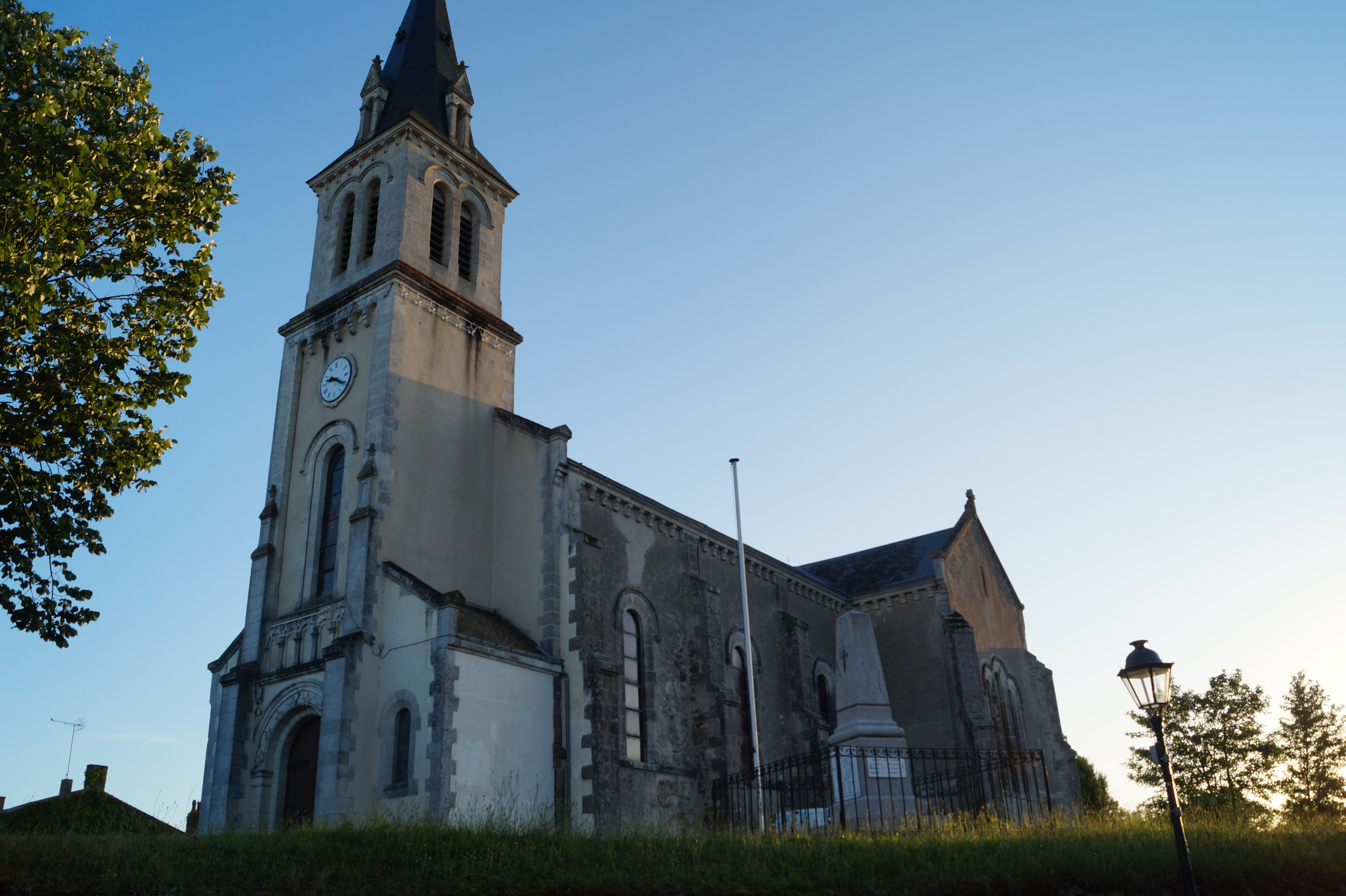
L'église Sainte-Melaine.
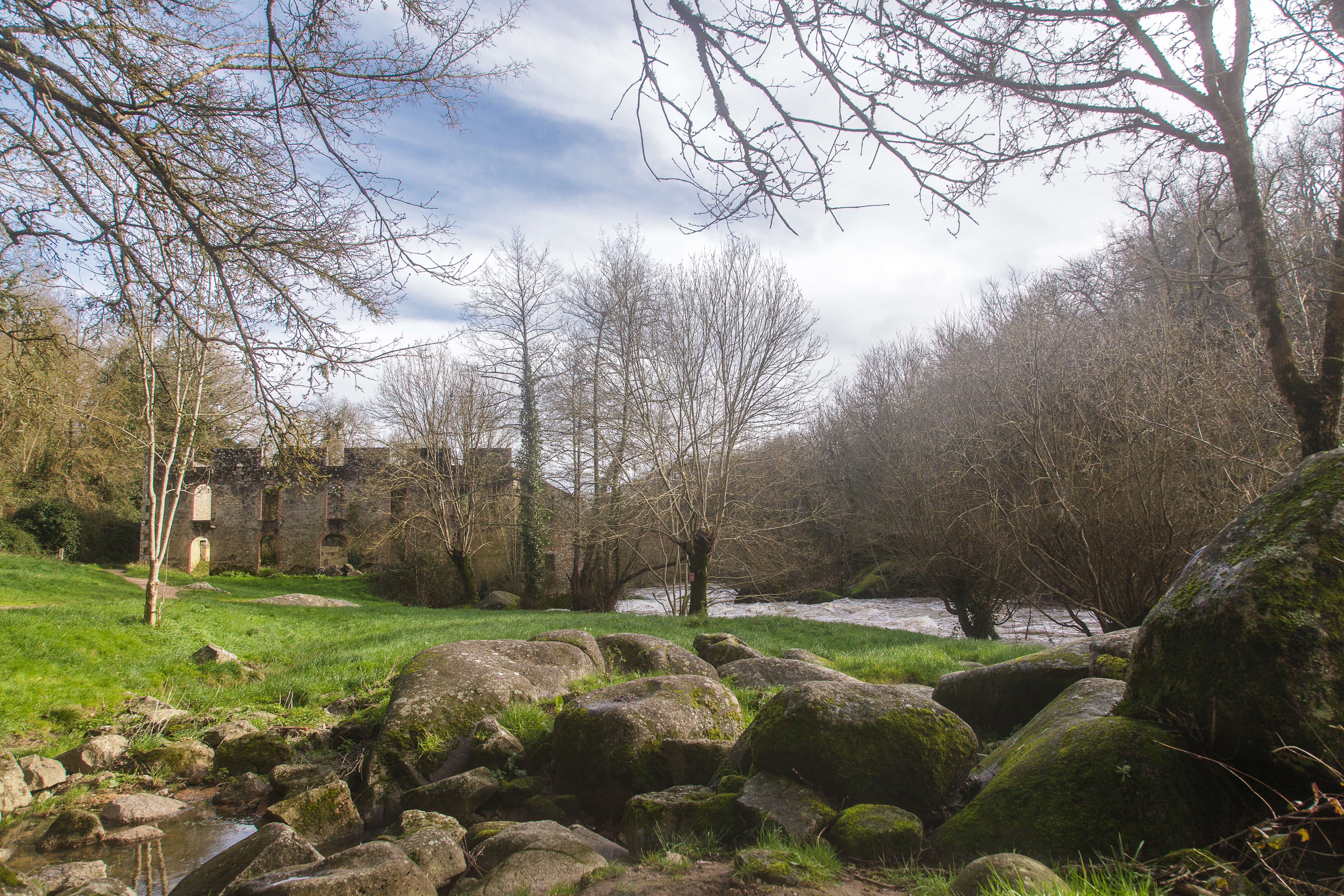
Le chaos de Piquet.
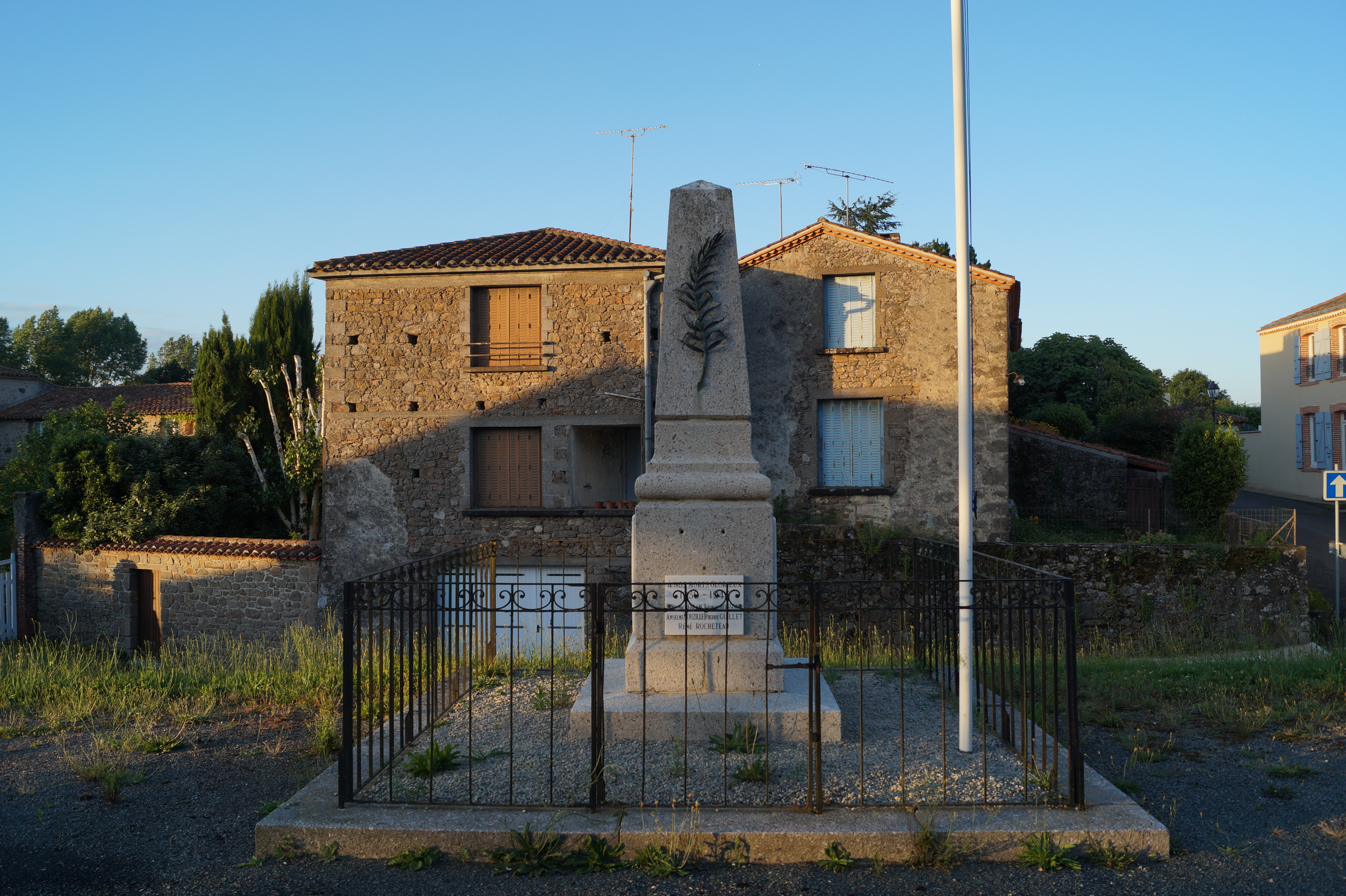
Le monument aux morts.

## Pour approfondir